# Placówka Straży Celnej „Działdowo”

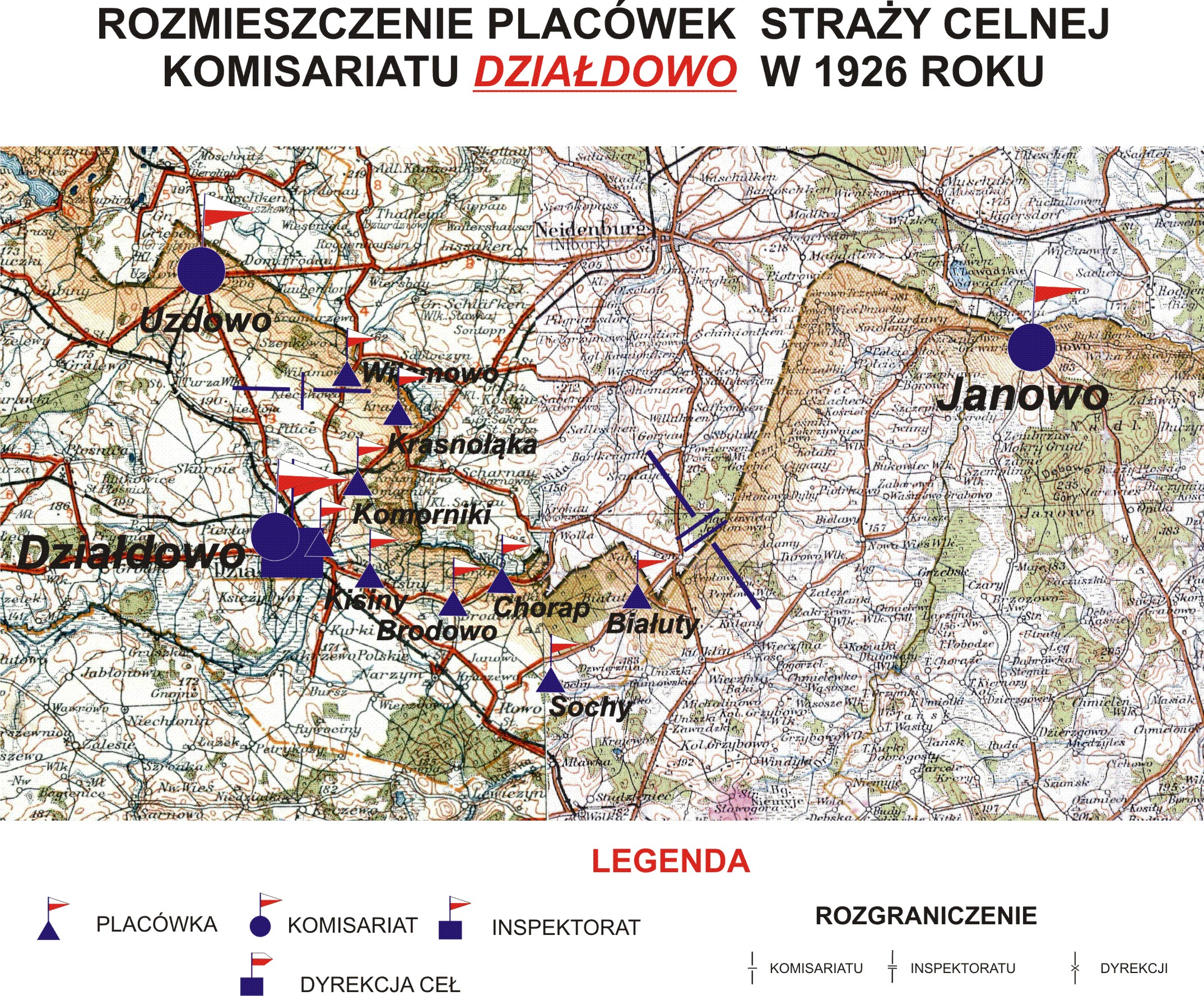
Rozmieszczenie placówek SC komisariatu "Działdowo" w 1926 roku

Placówka Straży Celnej „Działdowo” – jednostka organizacyjna Straży Celnej pełniąca w okresie międzywojennym służbę ochronną na granicy polsko-niemieckiej.

## Formowanie i zmiany organizacyjne
Na wniosek Ministerstwa Skarbu, uchwałą z 10 marca 1920 roku, powołano do życia Straż Celną. Od połowy 1921 roku jednostki Straży Celnej rozpoczęły przejmowanie odcinków granicy od pododdziałów Batalionów Celnych. Proces tworzenia Straży Celnej trwał do końca 1922 roku. Placówka Straży Celnej „Działdowo” weszła w podporządkowanie komisariatu Straży Celnej „Działdowo” z Inspektoratu SC „Działdowo”.
W drugiej połowie 1927 roku przystąpiono do gruntownej reorganizacji Straży Celnej. W praktyce skutkowało to rozwiązaniem tej formacji granicznej. Ochronę północnej, zachodniej i południowej granicy państwa przejęła powołana z dniem 2 kwietnia 1928 roku Straż Graniczna.
Rozkazem nr 1 z 12 marca 1928 roku w sprawach organizacji Mazowieckiego Inspektoratu Okręgowego Naczelny Inspektor Straży Celnej gen. bryg. Stefan Pasławski powołał komisariat Straży Granicznej „Działdowo”, a rozkazem nr 9 z 18 października 1929 roku w sprawie reorganizacji Mazowieckiego Inspektoratu Okręgowego komendant Straży Granicznej płk Jan Jur-Gorzechowski ustanowił placówkę Straży Granicznej I linii „Działdowo”.

## Służba graniczna
Sąsiednie placówki
- placówka Straży Celnej „Brodowo” ⇔ placówka Straży Celnej „Kisiny” − 1926[9]

## Funkcjonariusze placówki
Kierownicy placówki
| stopień          | imię i nazwisko, numer    | okres pełnienia służby | kolejne stanowisko |
| ---------------- | ------------------------- | ---------------------- | ------------------ |
| starszy strażnik | Stanisław Zurawski (2789) | był w 1926             |                    |

Obsada personalna placówki w 1926:
- starszy strażnik Stanisław Zurawski (2789)
- strażnik Jan Oleszak (2615)
- strażnik Jan Laskowski (2532)
- strażnik Franciszek Andrzejewski (2327)
- strażnik Bolesław Stawicki (1456)

## Służba graniczna
Sąsiednie placówki
- placówka Straży Celnej „Brodowo” ⇔ placówka Straży Celnej „Kisiny” − 1926[10]